# ランディ・ニューマン
ランディ・ニューマン（Randy Newman、本名：Randall Stuart Newman、1943年11月28日 - ）は、アメリカ合衆国のシンガーソングライターである。

## 経歴
1943年11月28日に、ロサンゼルスで医師の父アーヴィング・ジョージ・ニューマンと、母アデル・フックス・ニューマンの間に生まれた。伯父・叔父のアルフレッド・ニューマン、エミール・ニューマン、ライオネル・ニューマンは映画音楽の大家である。伯父・叔父たちの影響を随所に受けながら、ランディ独自のジョーク・ペーソス・ユーモアの溢れる作品を次々と発表していく。
カリフォルニア大学ロサンゼルス校で音楽を専攻していた頃にソングライターとして活動を始め、ジーン・ピットニー、アーマ・トーマスらに曲を提供し、数々のヒット曲を生んだ。友人のレニー・ワロンカーがワーナー・ブラザース・レコード傘下のリプリーズ・レコードに移ると、ランディも活動の場をリプリーズ・レコードに移し、ハーパース・ビザール、ヴァン・ダイク・パークスといった面々のアルバムに曲を提供した。1968年にはデビュー・アルバム『ランディ・ニューマン』発表。しかし、このアルバムは彼独特の難解な歌詞が災いしたため、売れ行きは芳しくなく、一部の音楽評論家にしか評価されなかった。
ランディの評価を決定づけるものとなった曲は、「ママ・トールド・ミー・ノット・トゥ・カム」（1970年）で、スリー・ドッグ・ナイトがカバーして全米第1位となった。また、彼のヒット曲である「ショート・ピープル」（1977年・全米第2位）は、身長の低い人を差別・侮辱した曲として、全米各地のラジオ局で放送禁止の措置を受けた。
1970年代はオリジナル・アルバム中心に作品を発表していたが、1980年代以降は徐々にサウンドトラックの制作がメインとなっていく。『トイ・ストーリー』などのピクサー作品の多くに楽曲を提供しており、2002年のアカデミー賞では『モンスターズ・インク』のテーマ曲「君がいないと」でアカデミー歌曲賞を受賞した。実に16回目のノミネートにして悲願の受賞で、「非常に長い年月の苦難をサンキュー!」と彼らしいジョークの効いたコメントをした。
2013年に、ロックの殿堂入りを果たした。
2022年、ランディは計画されていた英国および欧州のツアーを首の手術を受けるため、2023年2月以降の日程に延期。しかし、2023年1月になってから術後の回復が想定より長くかかっていることを理由に再度ツアーの延期を発表した。2023年5月現在、術後の経過や新たなツアーの日程は発表されていない。

## その他
- イーグルス、ジャクソン・ブラウン、ブルース・スプリングスティーンらと親交があり、お互いの作品に少なからず影響を与えあっている。彼らからは“ランド”の愛称で呼ばれている。
- ハリー・ニルソンは、ランディ・ニューマンのカバー・ソング集『ランディ・ニューマンを歌う』を1970年に発表している。
- 映画サウンドトラック『ラグタイム』の一曲「Clef Club No.2」 は、日本テレビ系クイズ番組『アメリカ横断ウルトラクイズ』のスポンサー紹介BGM、東京ディズニーランド内のワールドバザールのBGMとしても使用されている。
- ランディによる『トイ・ストーリー』の主題歌「君はともだち」の日本語版はダイアモンド☆ユカイが歌っている。彼は当初ディズニーより依頼が来た際にピンと来ず断ろうと考えたというが、ランディが好きだったため引き受けた。しかし『トイ・ストーリー』に感動し、自らの子供たちに同曲を歌って聴かせてようになり、考え方が変わったと語っている[3][4]。

## ディスコグラフィ

### アルバム
| 発表年                       | アルバム名                                      | アルバム名                                       | レーベル             |
| 発表年                       | 題名                                            | 邦題                                             | レーベル             |
| ---------------------------- | ----------------------------------------------- | ------------------------------------------------ | -------------------- |
| オリジナル・アルバム         |                                                 |                                                  |                      |
| 1968年                       | Randy Newman                                    | ランディ・ニューマン                             | リプリーズ           |
| 1970年                       | 12 Songs                                        | 12ソングス                                       | リプリーズ           |
| 1971年                       | Randy Newman Live                               | ランディ・ニューマン・ライブ                     | リプリーズ           |
| 1972年                       | Sail Away                                       | セイル・アウェイ                                 | リプリーズ           |
| 1974年                       | Good Old Boys                                   | グッド・オールド・ボーイズ                       | リプリーズ           |
| 1977年                       | Little Criminals                                | 小さな犯罪者                                     | ワーナー・ブラザーズ |
| 1979年                       | Born Again                                      | ボーン・アゲイン                                 | ワーナー・ブラザーズ |
| 1983年                       | Trouble in Paradise                             | トラブル・イン・パラダイス                       | ワーナー・ブラザーズ |
| 1988年                       | Land of Dreams                                  | ランド・オブ・ドリームス                         | リプリーズ           |
| 1995年                       | Randy Newman's Faust                            | ファウスト                                       | リプリーズ           |
| 1999年                       | Bad Love                                        | バッド・ラブ                                     | ドリーム・ワークス   |
| 2003年                       | The Randy Newman Songbook Vol. 1                | ザ・ランディ・ニューマン・ソング・ブック Vol.1   | ノンサッチ           |
| 2008年                       | Harps and Angels                                | ハープス・アンド・エンジェルス                   | ノンサッチ           |
| 2011年                       | The Randy Newman Songbook Vol. 2                | ザ・ランディ・ニューマン・ソング・ブック Vol.2   | ノンサッチ           |
| 2016年                       | The Randy Newman Songbook Vol. 3                | （日本未発売）                                   | ノンサッチ           |
| 2017年                       | Dark Matter                                     | ダーク・マター                                   | ノンサッチ           |
| 編集盤、ベスト・アルバムなど |                                                 |                                                  |                      |
| 1987年                       | Lonely at the Top: The Best of Randy Newman     | （日本未発売）                                   | ワーナー・ブラザーズ |
| 1998年                       | Guilty: 30 Years of Randy Newman                | ギルティ：30イヤーズ・オブ・ランディ・ニューマン | ライノ               |
| 2001年                       | The Best of Randy Newman                        | （日本未発売）                                   | ライノ               |
| 2008年                       | On Vine Street: The Early Songs of Randy Newman | （日本未発売）                                   | エイス               |

### 映画音楽
| 発表年 | 映画名                                    | 映画名                            | レーベル               |
| 発表年 | 題名                                      | 邦題                              | レーベル               |
| ------ | ----------------------------------------- | --------------------------------- | ---------------------- |
| 1971年 | Cold Turkey                               | コールド・ターキー                | パーセプト             |
| 1981年 | Ragtime                                   | ラグタイム                        | エレクトラ             |
| 1984年 | The Natural                               | ナチュラル                        | ワーナー・ブラザーズ   |
| 1986年 | ¡Three Amigos!                            | サボテン・ブラザース              | ワーナー・ブラザーズ   |
| 1989年 | Parenthood                                | バックマン家の人々                | リプリーズ             |
| 1990年 | Avalon                                    | わが心のボルチモア                | リプリーズ             |
| 1990年 | Awakenings                                | レナードの朝                      | リプリーズ             |
| 1994年 | The Paper                                 | ザ・ペーパー                      | リプリーズ             |
| 1994年 | Maverick                                  | マーヴェリック                    | リプリーズ             |
| 1995年 | Toy Story                                 | トイ・ストーリー                  | ウォルト・ディズニー   |
| 1996年 | James and the Giant Peach                 | ジャイアント・ピーチ              | ウォルト・ディズニー   |
| 1996年 | Michael                                   | マイケル                          | ワーナー・ブラザーズ   |
| 1998年 | Pleasantville                             | カラー・オブ・ハート              | ヴァレーズ・サラバンド |
| 1998年 | A Bug's Life                              | バグズ・ライフ                    | ウォルト・ディズニー   |
| 1999年 | Toy Story 2                               | トイ・ストーリー2                 | ウォルト・ディズニー   |
| 2000年 | Meet the Parents                          | ミート・ザ・ペアレンツ            | ドリーム・ワークス     |
| 2001年 | Monsters, Inc.                            | モンスターズ・インク              | ウォルト・ディズニー   |
| 2002年 | Mike's New Car                            | マイクとサリーの新車でGO!         | ウォルト・ディズニー   |
| 2003年 | Seabiscuit                                | シービスケット                    | デッカ                 |
| 2004年 | Meet the Fockers                          | ミート・ザ・ペアレンツ2           | ヴァレーズ・サラバンド |
| 2006年 | Cars                                      | カーズ                            | ウォルト・ディズニー   |
| 2008年 | Leatherheads                              | かけひきは、恋のはじまり          | ヴァレーズ・サラバンド |
| 2009年 | The Princess and the Frog                 | プリンセスと魔法のキス            | ウォルト・ディズニー   |
| 2010年 | Toy Story 3                               | トイ・ストーリー3                 | ウォルト・ディズニー   |
| 2013年 | Monsters University                       | モンスターズ・ユニバーシティ      | ウォルト・ディズニー   |
| 2017年 | Cars 3                                    | カーズ/クロスロード               | ウォルト・ディズニー   |
| 2017年 | The Meyerowitz Stories (New and Selected) | マイヤーウィッツ家の人々 (改訂版) | IACフィルムズ          |
| 2019年 | Toy Story 4                               | トイ・ストーリー4                 | ウォルト・ディズニー   |